# Tabanus pellucidus
Tabanus pellucidus är en tvåvingeart som beskrevs av Fabricius 1805. Tabanus pellucidus ingår i släktet Tabanus och familjen bromsar. Inga underarter finns listade i Catalogue of Life.